# アントワープ王立芸術アカデミーファッション学科
アントワープ王立芸術アカデミーファッション学科（英：Antwerp Fashion Department）は1963年にアントワープ王立芸術アカデミーに設立されたファッションデザインを専攻する学科である。

## 概要
ファッション科は1963年、メリー・プリジョー（英：Mary Prijot）らを中心に設立された。ロンドンのセントラル・セント・マーティンズ（英：Central Saint Martins）、ニューヨークのパーソンズ・スクール・オブ・デザイン（英：Parsons School of Design）と並び、世界で最も権威があるファッションの教育機関として知られている。
ファッション科のキャンパスはアントワープ市内のモード美術館（英：Mode Museum）の上階に位置する。現在は改装の為移転しており、一時的にハンデルスミュージアムで授業が行われている。

## 歴史
1963年の設立当初はプリジョーとマーサ・ヴァン・リームプット（英：Marthe Van Leemput）の二人が指導にあたっていたが、学科自体は小規模なものであり、数人の学生と二人の教員で構成されていた。
学科にとって大きな転換点となったのは1980年代に卒業した6人の学生達である。彼らは８０年代後半にロンドンコレクションでショーを行い、それが話題となり「アントワープの6人（英：Antwerp Six）」と呼ばれるようになった。ドリス・ヴァン・ノッテン、ウォルター・ヴァン・ベイレンドンク、アン・ドゥムルメステール、ダーク・ヴァン・セーン、ダーク・ビッケンバーク、マリナ・イーらで構成されるアントワープの6人はたちまち新進デザイナーとして注目を集め、出身校のみならず、アントワープを現代ファッションの中心地の一つとして印象付けることとなった。その後、マリナ・イーを除くメンバーらは独立し自らのメゾンのデザイナーとして活躍し、現在もドリス、アン（アン自身はデザイナー業を引退したがブランドは継続）、ウォルターはパリコレクションの正式日程でショーを実施している。また彼らの一学年後輩にあたるマルタン・マルジェラを含めてアントワープシックスと呼ばれることもある。
同時期に学科長がプライオットから上記の6人を指導したリンダ・ロッパ（英：Linda Loppa）に交代し、学科の国際化が図られた。日本を初め、多くの国から学生を集め、現在の国際色豊かな学風を作り上げた。リンダはアントワープシックスを育てた優れた教育者であり、入学を希望したラフ・シモンズの才能を見抜き、入学を実質的に断りコレクションデビューを勧めたのも彼女であった。80年代以降も学科長兼講師として精力的に活動し2007年まで教鞭を執った。
2007年、リンダの後任として卒業後の1985年から指導にあたっていたウォルター・ヴァン・ベイレンドンクが学科長に就任した。

## 著名な出身者[3]
卒業生は名前のみ記載し、中退している場合はその最終在籍年次を記載。
- Linda Loppa
- Walter van Beirendonck
- Ann Demeulemeester
- Dries van Noten
- Dirk van Saene
- Dirk Bikkembergs
- Marina Yee
- Martin Margiela
- Stephan Schneider
- Christian Wijnants
- Veronique Branquinho
- An Vandevorst
- Filip Arickx
- Angero Figus
- Peter Pilotto
- Wim Neels
- Heaven Tanudiredja（3年次）
- Bernhard Willhelm
- Kris van assche
- Demna Gvasalia
- Glenn Martens
- Minju Kim
- Rushemy Botter
- Jan Jan Van Essche

日本人
- 三木勘也
- 岡部祐輔
- 福薗英貴
- 瀬尾英樹
- 新居幸治
- 坂部三樹郎
- 堀内太郎
- 中章（3年次）
- 中里唯馬
- 二宮啓（1年次）
- 宮崎俊平（2年次）